# Marcin Król (dyplomata)
Marcin Król (ur. 1971) – polski politolog, dyplomata.

## Życiorys
Absolwent studiów na Wydziale Dziennikarstwa i Nauk Politycznych Uniwersytetu Warszawskiego. Związany zawodowo z Ministerstwem Spraw Zagranicznych. W latach 2000–2003 ekspert ds. Finlandii i krajów bałtyckich w MSZ. Od 2003 do 2009 wicekonsul w Ambasadzie RP w Bernie. W latach 2009–2010 był asystentem Sekretarza Stanu w MSZ RP. Od 2010 do 2015 na stanowisku I sekretarza ds. politycznych i ekonomicznych w Ambasadzie RP w Bernie. W latach 2015–2016 pracował w Sekretariacie Ministra Spraw Zagranicznych. Od 2016 do 2020 radca i konsul w Konsulacie Generalnym RP w Monachium (odpowiadał za sprawy polityczne, ekonomiczne i dyplomację kulturalną). W 2020 pełnił funkcję Konsula RP w Monachium. Od 2020 konsul ds. Polonii w Monachium. Od stycznia 2022 do 2023 Konsul RP w Berlinie.
13 marca 2002 został odznaczony przez Prezydenta Estonii Arnolda Rüütela Orderem Gwiazdy Białej IV klasy.